# 6389 Ogawa
6389 Ogawa este un asteroid din centura principală de asteroizi.

## Descriere
6389 Ogawa este un asteroid din centura principală de asteroizi. A fost descoperit pe 21 ianuarie 1990 la Kitami de Kin Endate și Kazuro Watanabe. El prezintă o orbită caracterizată de o semiaxă mare de 2,75 ua, o excentricitate de 0,06 și o înclinație de 6,5° în raport cu ecliptica.